# Сегед
Се́гед (венг. Szeged [ˈsɛɡɛd] прослушатьо файле; уст. рус. Сегедин от нем. Szegedin, Segedin) — город на юге Венгрии. Административный центр медье Чонград-Чанад. Население — 157 930 человек (на 2024 год), Сегед — третий по величине город Венгрии.
Сегед расположен на обоих берегах реки Тисы к югу от места впадения в неё реки Марош (Муреш).

## Происхождение названия
Существует несколько версий происхождения современного названия города. По одной из версий название происходит от устаревшего венгерского слова szeg, означающего «угол», так как город находится в месте поворота русла реки Тиса. По другой версии, название происходит от слова sziget, что значит «остров» по-венгерски.

## География и транспорт

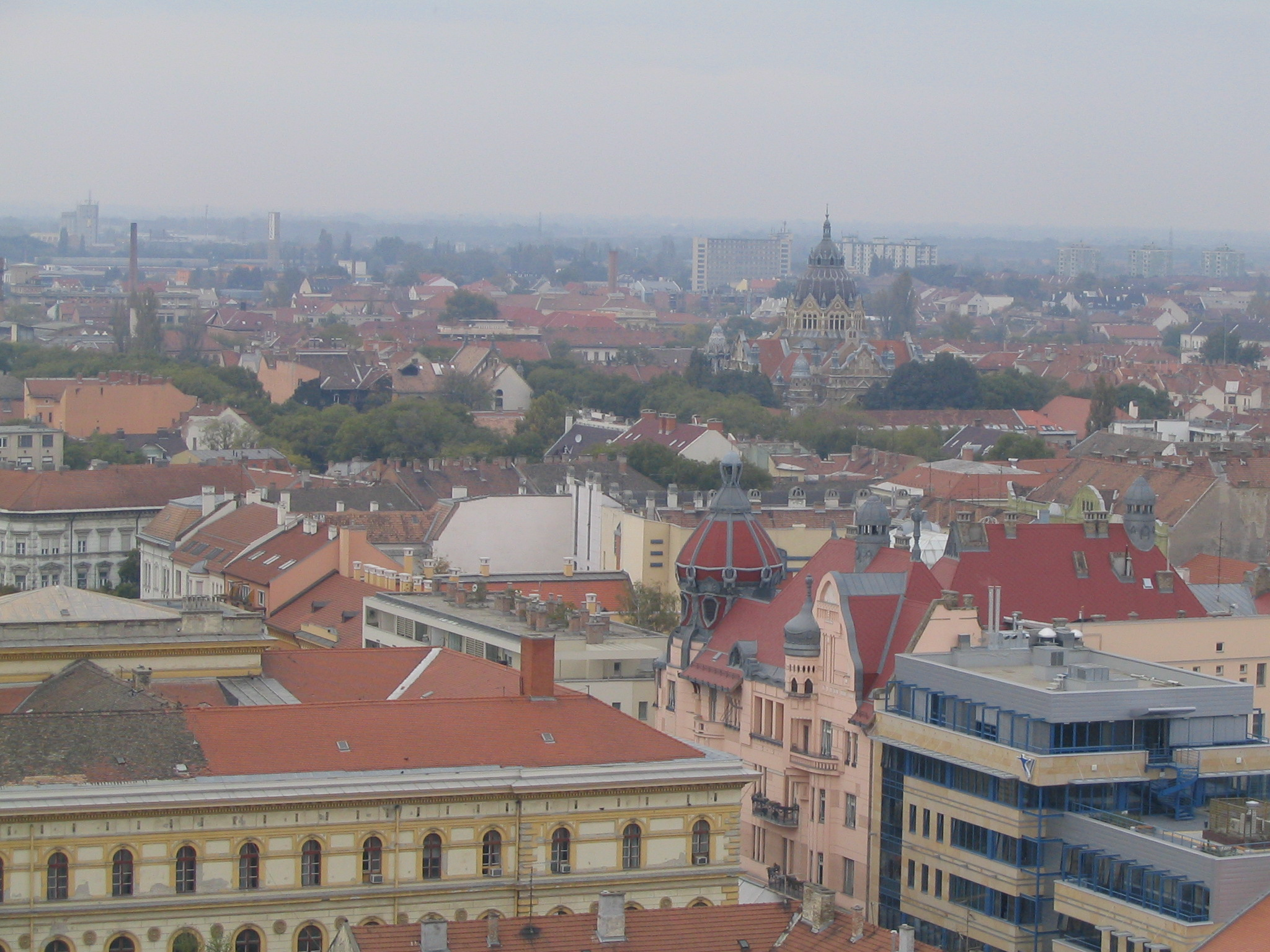
Панорама Сегеда. Вид с кафедрального собора

Город расположен в 160 километрах к юго-востоку от Будапешта, в 10 километрах к югу от города проходит граница с Сербией, а в 20 километрах к юго-востоку — с Румынией.
Через Сегед проходит автомагистраль Будапешт — Кечкемет — Сегед — Нови-Сад — Белград (Е75). Другие автодороги ведут в Бекешчабу и румынский город Арад (Е68). Железные дороги ведут на Кечкемет и Будапешт, а также в Румынию и Сербию. Время в пути на поезде до Будапешта — 2 часа 40 минут.
Городской транспорт представлен 33 автобусными линиями, 5 трамвайными и 6 троллейбусными.
Рядом с городом есть небольшой аэропорт, способный принимать малые самолёты.

## Климат
| Показатель                    | Янв. | Фев. | Март | Апр. | Май  | Июнь | Июль | Авг. | Сен. | Окт. | Нояб. | Дек. | Год  |
| ----------------------------- | ---- | ---- | ---- | ---- | ---- | ---- | ---- | ---- | ---- | ---- | ----- | ---- | ---- |
| Средний суточный максимум, °C | 1,7  | 5,1  | 11,2 | 17,1 | 22,3 | 25,3 | 27,4 | 27,0 | 23,4 | 17,6 | 9,5   | 3,8  | 16,0 |
| Средняя температура, °C       | −1,8 | 0,9  | 5,6  | 11,1 | 16,2 | 19,2 | 20,8 | 20,2 | 16,5 | 11,0 | 5,1   | 0,6  | 10,5 |
| Средний суточный минимум, °C  | −4,8 | −2,5 | 0,9  | 5,5  | 10,3 | 13,4 | 14,4 | 13,9 | 10,4 | 5,6  | 1,7   | −2,1 | 5,6  |
| Норма осадков, мм             | 29   | 25   | 29   | 41   | 51   | 72   | 50   | 57   | 34   | 26   | 41    | 40   | 495  |
| Источник: World Climate       |      |      |      |      |      |      |      |      |      |      |       |      |      |

## Население
| 1972    | 1999     | 2013     | 2014     | 2021     | 2022     | 2023     | 2024     |
| ------- | -------- | -------- | -------- | -------- | -------- | -------- | -------- |
| 131 000 | ↗159 000 | ↗161 837 | ↗161 921 | ↘159 074 | ↘158 797 | ↗158 829 | ↘157 930 |

В 2005 году население составляло 162 889 человек. Подавляющее большинство — венгры (93,5 %). Некогда весьма большое сербское население города ныне сократилось до 0,5 %. Другие национальные меньшинства представлены цыганами, немцами, румынами, хорватами, словаками, евреями и др. (все менее 1 %). Большинство верующих — католики.

## История

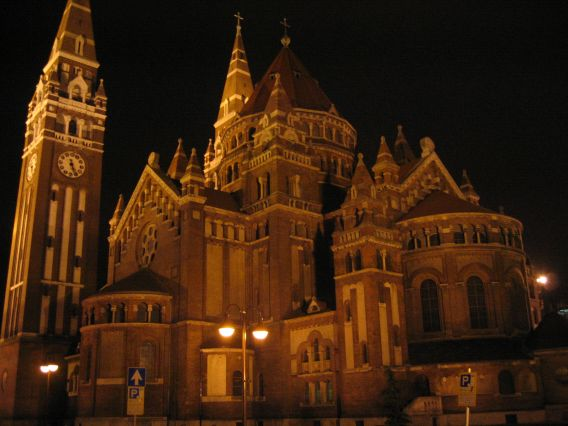
Собор Сегеда ночью

Поселение на месте Сегеда существует с древних времён. Клавдий Птолемей упоминает древнее римское имя города — Партискум. Существует версия, что резиденция Аттилы, вождя гуннов находилась неподалёку от современного Сегеда. В дальнейшем регион разделил судьбу территории всей современной Венгрии — его населяли авары, славяне, а с IX века — венгры.
Под венгерским именем «Сегед» город впервые упомянут в 1183 году. В период монгольского нашествия в XIII веке Сегед был полностью разорён, однако затем вновь отстроен. В XIV—XV веках Сегед стал крупнейшим городом Южной Венгрии, в 1498 году он получил статус города.
В 1526 году город был взят турецкой армией и разграблен, однако в состав Османской империи он вошёл лишь в 1543 году. Под властью турок Сегед пребывал до 1686 года, после чего вошёл в состав империи Габсбургов. XVIII век стал временем расцвета Сегеда, город быстро рос. В 1721 году орден пиаров открыл в Сегеде академию. В 1720 году город насчитывал 193 владения, 99 из которых принадлежали сербской диаспоре.

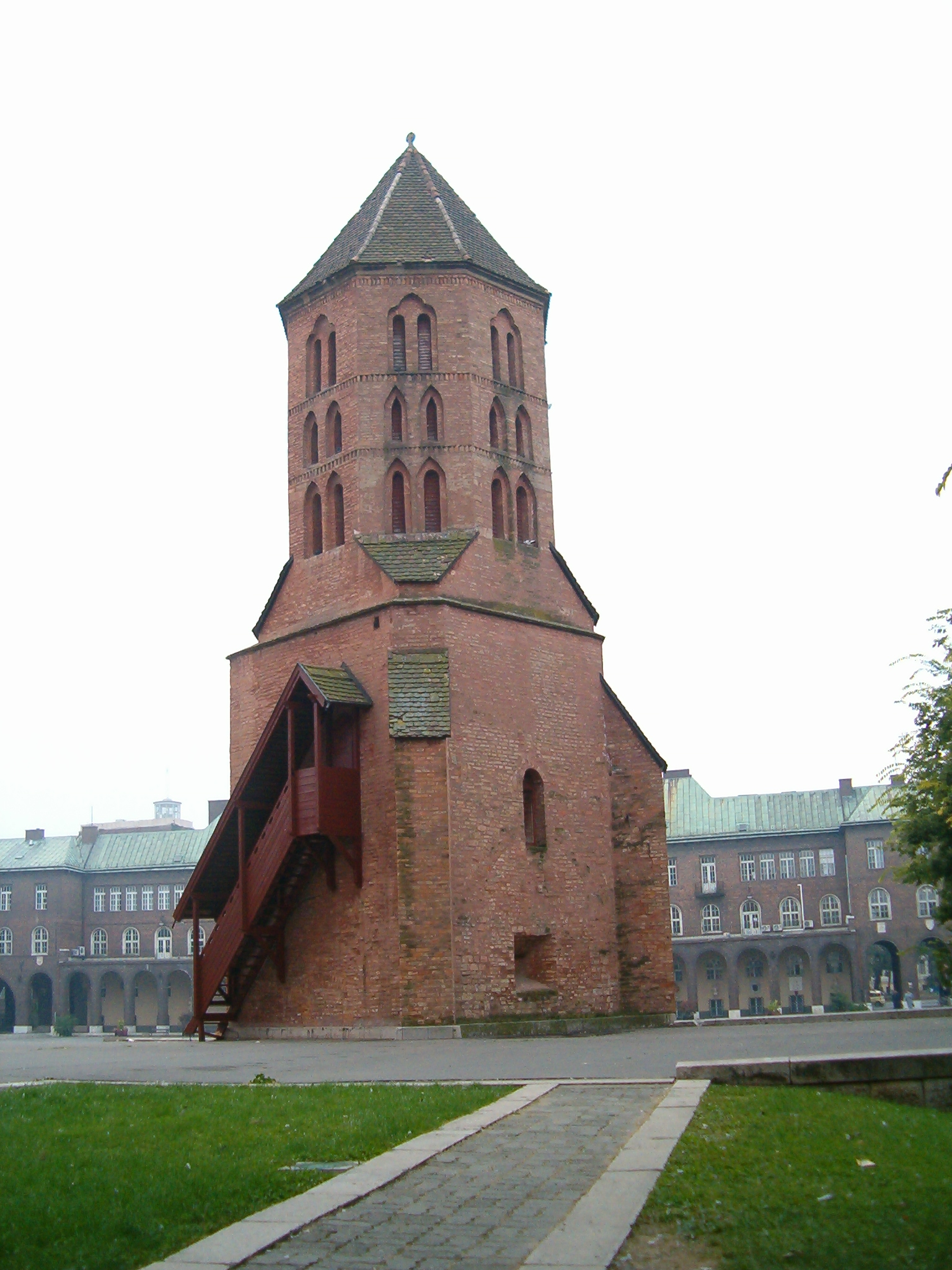
Башня Деметра

В XIX веке город играл важную роль в событиях венгерской революции 1848—1849 годов. Здесь произнёс свою знаменитую речь Лайош Кошут, после поражений восставших в 1849 году в Сегед была перенесена резиденция венгерского Комитета обороны.
Во второй половине XIX века в городе начала развиваться промышленность, главным образом пищевая. В 1854 году была построена железная дорога до Сегеда; в 1869 году открыта колбасная фабрика «Пик», производившая знаменитое венгерское салями. Казалось, благополучию города ничто не угрожало, тем неожиданней была разразившаяся катастрофа.

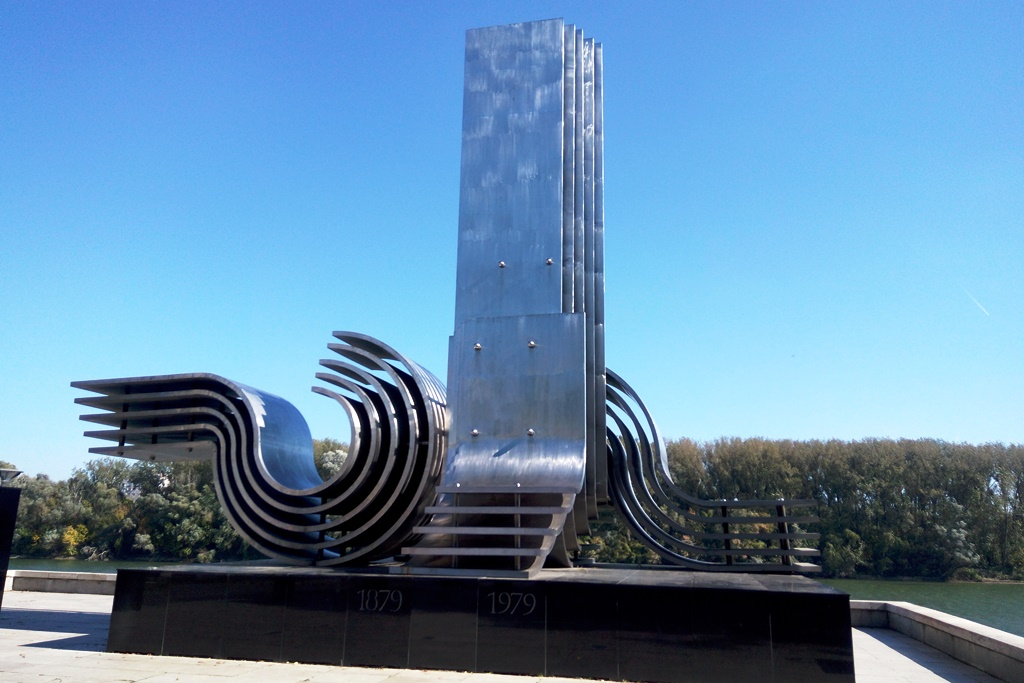
Памятник 100-летию наводнения 1879 г. на набережной Тисы

В 1879 году катастрофическое наводнение на Тисе полностью стёрло Сегед с лица земли. Из 5 723 строений уцелело лишь 265. Император Франц-Иосиф принял специальную программу восстановления города из руин и пообещал, что Сегед станет ещё краше, чем был. Массовая застройка продолжалась несколько десятилетий. В начале XX века в Сегеде выходила газета «Szegedi Napló», её главным редактором был историк Ференц Мора.
После того, как по итогам первой мировой войны Венгрия потеряла часть своих южных и юго-восточных земель в пользу Румынии и Сербии, Сегед стал приграничным городом. Из Коложвара (ныне Клуж-Напока), отошедшего к Румынии, в Сегед в 1921 году переехал Университет. Из Темешвара (Тимишоара) в 1923 году — резиденция епископа.
Весной-летом 1919 года Сегед являлся военно-политическим центром правых сил, противостоявших Венгерской Советской Республике. В период гражданской войны здесь располагалась штаб-квартира Миклоша Хорти. Венгерская разновидность ультраправого национализма и антикоммунизма получила название Szegedi gondolat — Сегедская идея.
Во время второй мировой войны город существенно пострадал. Погибло около 6 тысяч жителей города, ущерб был нанесён многим зданиям.
В эпоху социализма в городе развивалась промышленность, главным образом, лёгкая и пищевая. В 60-х годах XX века в окрестностях были обнаружены небольшие месторождения нефти.

## Экономика и образование

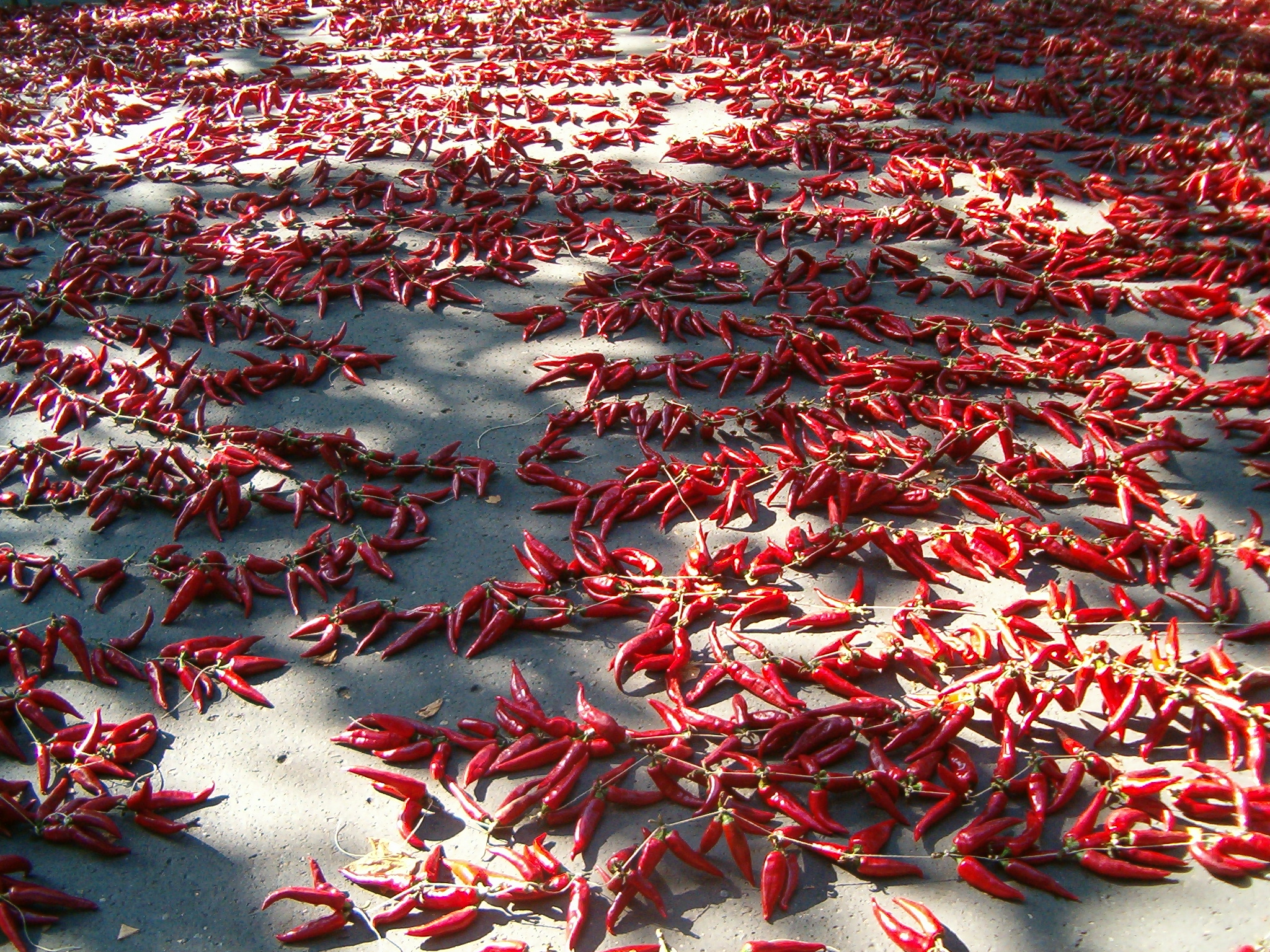
Сегедская паприка

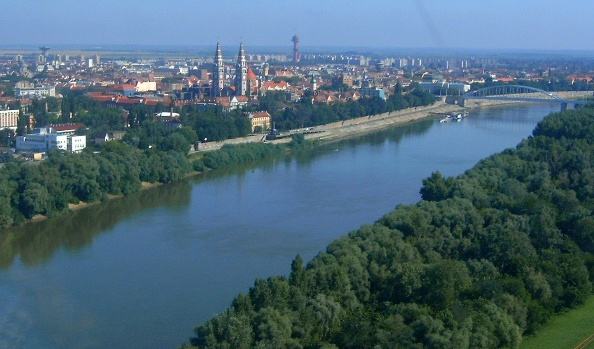
Тиса в Сегеде

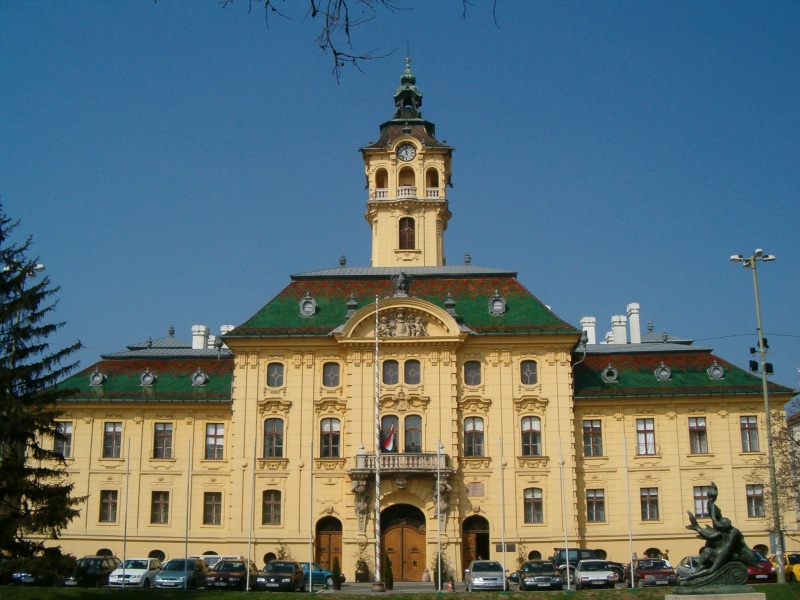
Ратуша

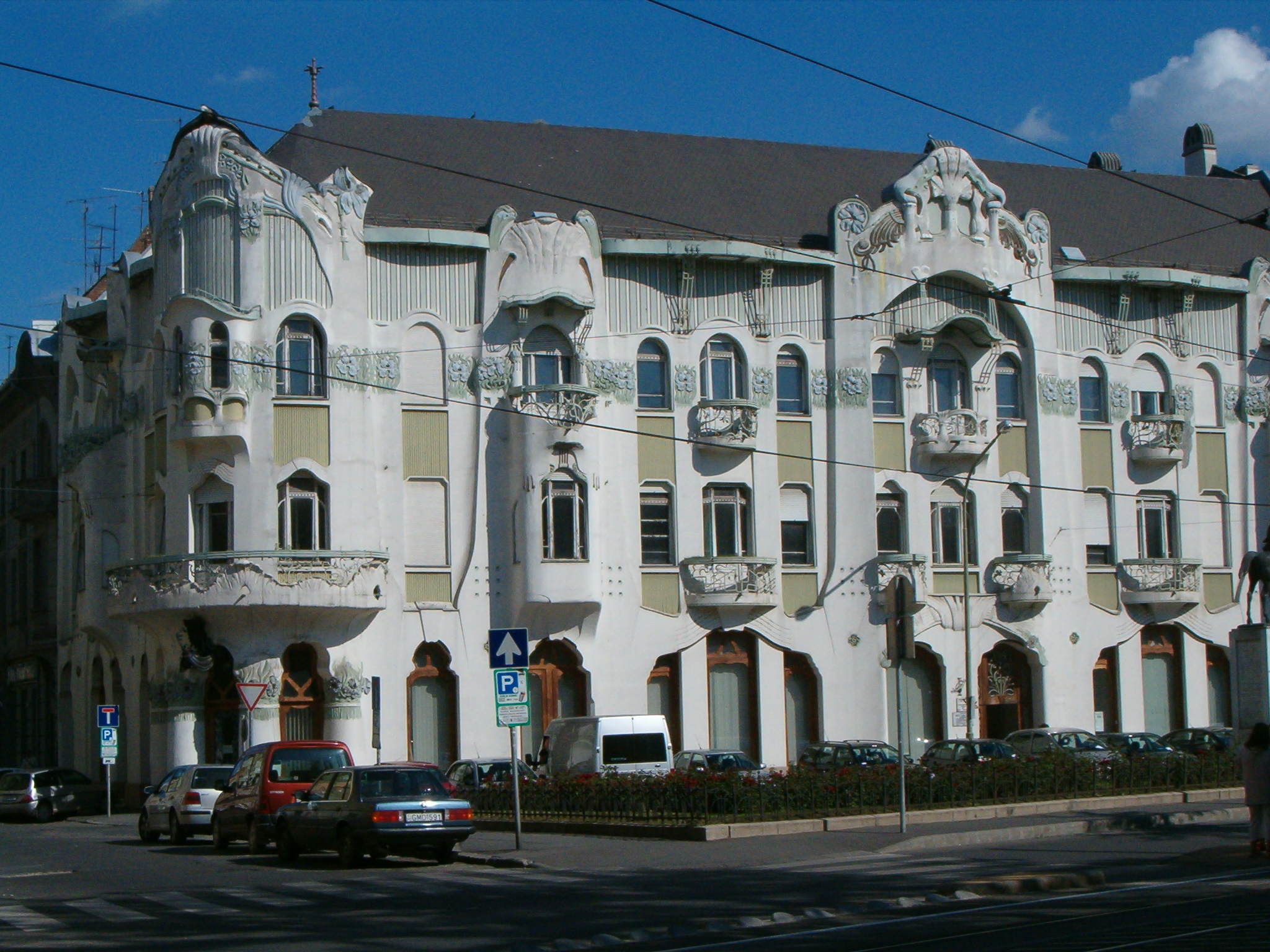
Дворец Реёк

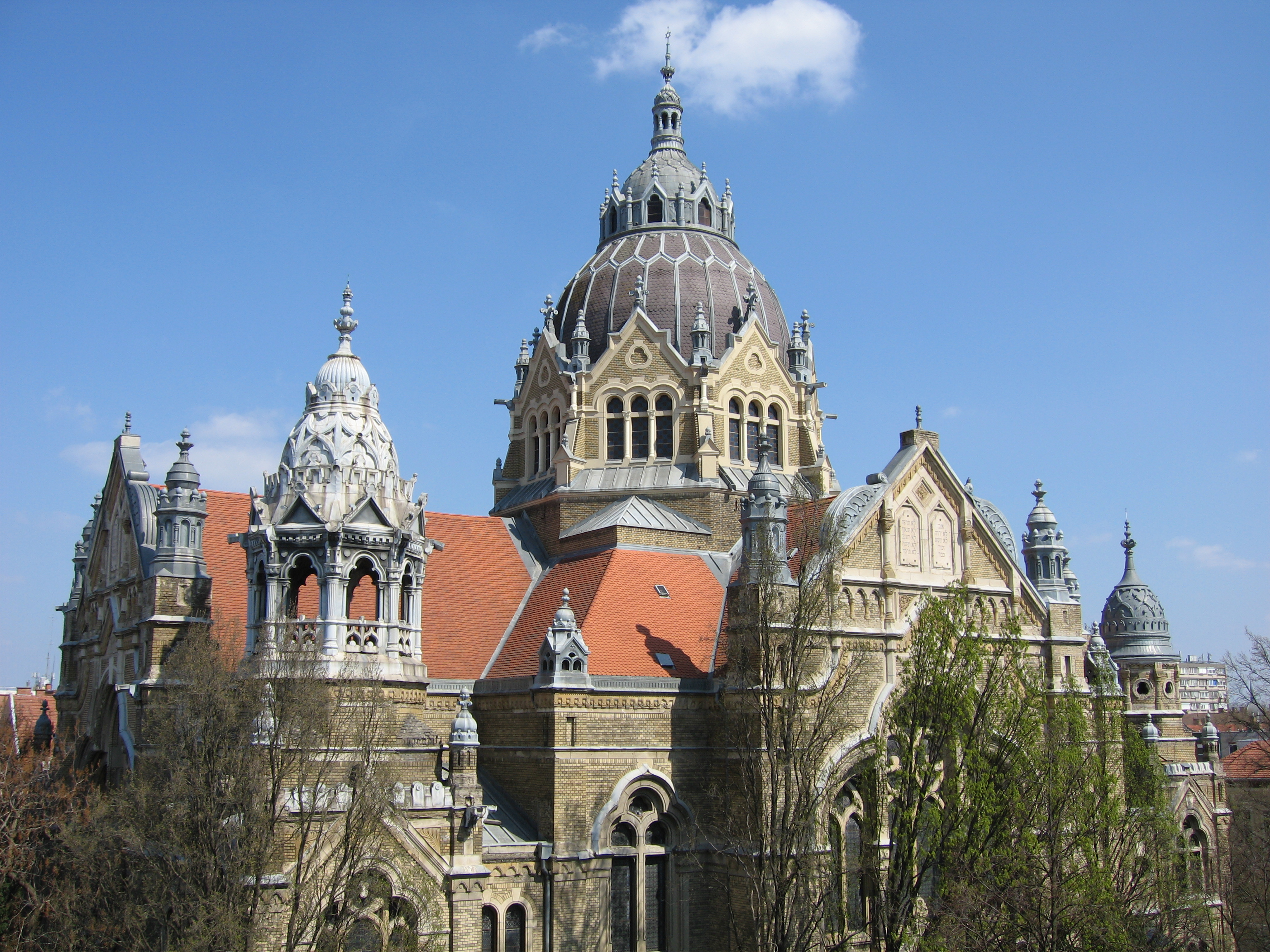
Синагога (арх. Л. Баумхорн)

Современная экономика города базируется на пищевой и легкой промышленности. Сегед считается венгерским центром производства колбас, в том числе салями, и других изделий из мяса; а также столицей «паприки», знаменитого венгерского перца, который начал выращиваться в окрестностях города ещё в XV веке.
В 1881 году Янош Котани основал компанию Котани, производитель специй и приправ.
Сегед — один из крупных образовательных центров страны. Помимо Сегедского Университета, имеющего репутацию одного из лучших в стране, в городе насчитывается 18 средних школ и 32 начальных.

## Спорт
В Сегеде нет сильной футбольной команды. Существовавший в 1899—1976 годах «Сегеди АК» становился бронзовым призёром чемпионата Венгрии 1940/41. В высшем дивизионе также играли «Сегеди ВШЕ» (1941/42, 1943/44; носил название «Тиса Вашуташ»), «Сегеди Гонвед» (1951, 1952, 1953), «Сегеди ЭАК» (функционировал в 1921—1999 годах, 21 сезон в высшем дивизионе) и «Сегед» (снялся с чемпионата-1999/2000). В 2011 году основан футбольный клуб «Академия Сегед-Чанада Грошича». Имеется также объединённый образовательный футбольный СК СЕОЛ, с момента основания в 1993 году и до 2014 года носивший название транспортной компании Tisza Volán.
Самый популярный вид спорта — гандбол. Мужская команда «Пик», с 1993 года носящая имя спонсора, колбасной фабрики — двукратный чемпион страны, побеждала в чемпионатах 1996 года и 2007 года.
В городе Сегед прошли четыре чемпионаты мира по гребле на байдарках и каноэ в 1998, 2006 и 2011 годах и в 2019.
В 2022 году проходил Чемпионат мира по водным видам спорта.

## Достопримечательности
В городе сохранилось лишь несколько архитектурных памятников периода до 1879 года, всё остальное было уничтожено наводнением. Застройка центральной части города осуществлялась в конце XIX — начале XX века.
- Кафедральный собор города. Известен также как Вотивная церковь или Храм Обета (votive — обет). Построен на центральной площади города в 1930 году из красного кирпича в эклектичном стиле. Вместимость — около 5 тысяч человек. Интерьер выполнен в роскошной манере, в храме смонтирован один из самых больших в стране органов.
- Епископский дворец.
- Башня Св. Деметра. Расположена рядом с собором. Изначально представляла собой колокольню старинной церкви (XIII век), разрушенной наводнением. В конце XIX века перестроена и укреплена.
- Сербская православная церковь. Построена сербской общиной города в 1778 году. После наводнения восстановлена. Главная достопримечательность церкви — резной деревянный иконостас в стиле рококо.
- Францисканская церковь. Находится в квартале Альшоварош. Построена в XV веке при францисканском монастыре в готическом стиле. Одно из немногих строений города, переживших наводнение.
- Здание ратуши. Стоит на площади Сеченьи. Построено в 1883 году в стиле модерн. Перед входом — два фонтана, символизирующие созидательную и разрушительную мощь Тисы.

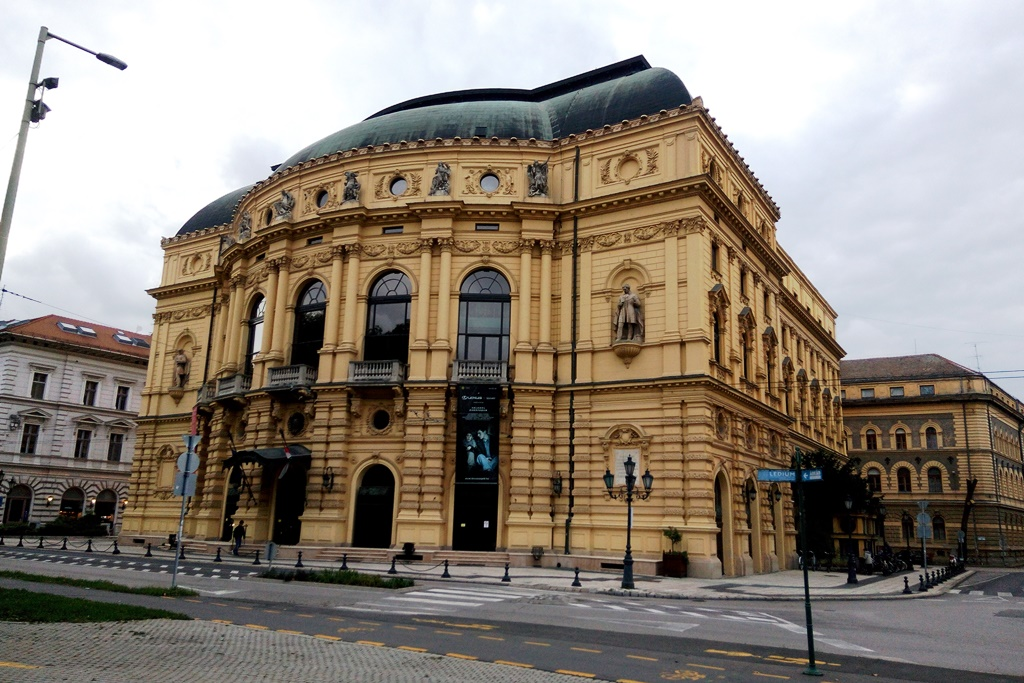
Национальный театр

- Национальный театрЗдание Национального театра. Расположено неподалёку от площади Сеченьи. Построено в 1883 году.
- Университет.
- Синагога. Построена в стиле арнуво в 1903 году.
- Дворец Реёк. Построен в стиле модерн.
- Памятник Пиште Данко. Это единственный памятник цыгану-композитору в мире.

## Города-побратимы
- Варна, Болгария
- Вэйнань, Китай (1999)[10][11]
- Дармштадт, Германия (1990)[12][13]
- Кембридж, Великобритания (1987)[14][15]
- Котор, Черногория (2001)[16][17]
- Ларнака[вд], Кипр (6 ноября 1993)[18][19][…]
- Лодзь, Польша (19 мая 2008)[20][21][…]
- Льеж, Бельгия (2001)[22][23][…]
- Ницца, Франция (1969)[24][25]
- Одесса, Украина (1957)[26][27][…]
- Парма, Италия (1988)[28][29]
- Пула, Хорватия (2003)[30][31]
- Рахов, Украина (1939)[32][33]
- Роттердам, Нидерланды
- Суботица, Сербия (17 июня 1966)[34][35][…]
- Сэкуени, Румыния
- Тимишоара, Румыния (27 января 1998)[36][37][…]
- Толидо, США (1990)[38][39]
- Турку, Финляндия (1971)[40][41]
- Тыргу-Муреш, Румыния (1997)[42][43]